# 말해 버릴까
말해 버릴까는 1977년 공개된 대한민국의 영화이다.

## 배역
- 전영록
- 김보미
- 이낙훈
- 강주희
- 서승원